# Kamienne Działki
Kamienne Działki – kolonia w Polsce położona w województwie mazowieckim, w powiecie przysuskim, w gminie Klwów.